# Faithless elector
Als faithless elector (engl. treuloser Wahlmann/treulose Wahlfrau) wird ein Mitglied des Electoral College der Vereinigten Staaten bezeichnet, das nicht für den Kandidaten gestimmt hat, den es gemäß den Wahlergebnissen in seinem Bundesstaat hätte wählen sollen. Von Ausnahmefällen abgesehen gab es bei den meisten Präsidentenwahlen nur einzelne Wahlleute, die nicht für die vorgesehenen Kandidaten stimmten.

## Ungebundenheit an Wählerwillen
In den Anfangszeiten der Vereinigten Staaten wurden die Wahlmänner einem Kandidaten jeweils fest zugeordnet. Heute sind sie in 24 Bundesstaaten frei in ihrer Entscheidung. In 26 Bundesstaaten sowie in Washington gibt es Gesetze, die von den Wahlmännern verlangen, nur für einen bestimmten Kandidaten abzustimmen. Es gibt (Stand 2020) kein Bundesgesetz, das den Wahlmännern die Abstimmung für einen bestimmten Präsidentschaftskandidaten vorschreibt, selbst dann nicht, wenn der den Wählern vorliegende Wahlzettel diese Verbundenheit suggeriert.
Die Möglichkeit des unabhängigen Urteils war von den Vätern der Verfassung gewollt, so bezeichnete Alexander Hamilton in den Federalist Papers die Wahlmänner als diejenigen, die am besten geeignet seien, Präsidentschaftskandidaten zu analysieren.

## Geschichte derFaithless Electors
In der Praxis sind faithless electors selten, da die von den Parteien vorgeschlagenen Wahlleute in der Regel loyale Parteimitglieder sind. Faithless electors haben noch nie dazu geführt, dass ein anderer Kandidat Präsident wurde. Insgesamt gab es bis zur Wahl 2020 156 Fälle von faithless electors, die auch gesetzlich gültig waren. Mindestens seit 1920 war der Vorsprung des führenden Kandidaten bei der Verteilung der Wahlleute so, dass die Wirkung von einigen wenigen faithless electors keine große Rolle spielte. In sieben Wahlen war allerdings der Vorsprung gegenüber dem Mindestvotum von 270 (Hälfte der 538 Wahlleute plus 1) unter 40 und in drei davon sogar unter 30. In drei Fällen (1948, 1960, 1968) gingen die Stimmen der faithless electors an dritte Parteien (außer Republikaner und Demokraten), in drei anderen Fällen (1976, 2004, 2016) gingen sie teilweise an den konkurrierenden Kandidaten der beiden Hauptparteien, allerdings ohne den Wahlausgang entscheidend zu beeinflussen, was aber bei theoretisch denkbaren noch knapperen Stimmverteilungen durchaus der Fall sein kann und dabei vollständig im legalen Rahmen ist.

### Präsidentschaftswahl 1796
Die Wahl 1796 war die einzige, bei der das Ergebnis durch faithless electors beeinflusst wurde. Bis zur Verabschiedung des 12. Zusatzartikels wurden die Stimmen für Präsident und Vizepräsident nicht getrennt abgegeben, sondern jeder Wahlmann hatte zwei gleichwertige Stimmen. Präsident wurde der Kandidat mit den meisten Stimmen, Vizepräsident derjenige mit den zweitmeisten. Es gab Gerüchte, dass der föderalistische Kandidat für die Vizepräsidentschaft Thomas Pinckney durch eine Intrige zum Präsidenten gewählt werden solle. Daher gaben 18 Wahlleute der Föderalisten ihre zweite Stimme nicht Pinckney, sondern anderen Kandidaten. Das führte dazu, dass der Präsidentschaftskandidat der Demokraten-Republikaner Thomas Jefferson Vizepräsident wurde und somit Präsident und Vizepräsident konkurrierenden Parteien angehörten.

### Präsidentschaftswahl 1800
Vor der Präsidentschaftswahl 1800 hatten beide Parteien geplant, dass jeweils einer ihrer Wahlleute den vorgesehenen Vizepräsidenten nicht wählen sollte, so dass der Präsidentschaftskandidat mit einer Stimme Mehrheit gewählt werden würde. Bei den unterlegenen Föderalisten lief es wie geplant, aber die siegreichen Demokraten-Republikaner gaben unplangemäß ihren Kandidaten Thomas Jefferson und Aaron Burr gleich viele Stimmen. Dadurch musste der Präsident durch das alte, föderalistisch dominierte Repräsentantenhaus gewählt werden. Erst nach 36 Wahlgängen und einem Kompromiss mit den Föderalisten wurde Jefferson gewählt. Das war einer der Gründe für die Verabschiedung des 12. Zusatzartikels, seit 1804 werden Präsident und Vizepräsident in getrennten Wahlgängen bestimmt. 

### Präsidentschaftswahl 1808
1808 stimmten sechs Wahlleute aus New York nicht für den demokratisch-republikanischen Kandidaten James Madison. Dessen Mehrheit war aber groß genug, um trotzdem gewählt zu werden.

### Vizepräsidentschaftswahl 1836
Bei der Präsidentschaftswahl 1836 kam es aber dazu, dass aufgrund von faithless electors der Vizepräsident im Senat gewählt werden musste, wo aber der Kandidat, dem die meisten Wahlmänner verpflichtet waren, gewann. 1836 verweigerten die 23 Wahlleute aus Virginia dem demokratischen Vizepräsidentschaftskandidaten Richard Johnson ihre Stimmen, da er offen mit einer Sklavin als Konkubine zusammenlebte. Dadurch erhielt er genau die Hälfte der Stimmen und verfehlte damit die erforderliche Mehrheit um eine Stimme. Anschließend wurde er jedoch vom Senat gewählt, als einziger Vizepräsident in der Geschichte der Vereinigten Staaten.

### Vizepräsidentenwahlen 1812, 1896 und 1912
Auch 1812, 1832, 1896 und 1912 stimmten mehrere Wahlleute nicht für den vorgesehenen Vizepräsidenten, allerdings jeweils ohne Einfluss auf das Ergebnis.

### Präsidentschaftswahl 2016
Die erste Wahl nach 1808, bei der mehr als ein Wahlmann nicht für den vorgesehenen Präsidenten stimmte, war die Präsidentschaftswahl 2016. Nach der Volkswahl hatte es eine Kampagne gegeben, um die republikanischen Wahlleute dazu zu bewegen, Trump nicht zu wählen. Allerdings hätten 37 der 306 republikanischen Wahlleute ihre Stimme ändern müssen, um die absolute Mehrheit Trumps zu kippen, was als sehr unwahrscheinlich galt. Bei der Wahl gab es letztlich sieben faithless electors.
Drei der demokratischen Kandidatin Hillary Clinton verpflichtete Wahlleute aus den Staaten Washington und Hawaii gaben ihre Stimmen dem republikanischen Ex-Außenminister und General Colin Powell. Der demokratische Senator Bernie Sanders und die Indianer-Aktivistin Faith Spotted Eagle erhielten je eine Stimme. Zunächst hatten noch mehr Wahlmänner Clinton ihre Stimme verweigert. Von Letzteren wurden zwei Wahlleute durch Ersatzleute ersetzt, ein Wahlmann in Maine wurde verpflichtet, seine Stimmabgabe zu ändern.
Zwei dem republikanischen Kandidaten Donald Trump verpflichtete Wahlleute aus Texas stimmten für die republikanischen Politiker John Kasich und Ron Paul. Zudem gab es je einen Abweichler in den Bundesstaaten Colorado, Maine und Minnesota, diese Stimmen wurden  aufgrund der Wahlgesetze dieser Bundesstaaten jedoch korrigiert.